# Yan Sen
Pour les articles homonymes, voir Yan.
Dans ce nom chinois, le nom de famille, Yan, précède le nom personnel Sen.
Yan Sen (né le 16 août 1975) est un pongiste chinois, spécialiste du double, champion du monde en double en 2001 et en 2003, associé avec Wang Liqin. Il a remporté le titre olympique en 2000 lors des jeux de Sydney.

## Palmarès
- 1996 Finale du Pro Tour ITTF - victoire en double
- 1997 Open de Yougoslavie - 1er en double
- 2000  Jeux olympiques de Sydney - 1er en doubles (avec Wang Liqin)
- 2001 Finale du Pro Tour ITTF -  victoire en double (avec Wang Liqin)
- 2001 Championnats du monde  victoire en double (avec Wang Liqin)
- 2002 Open du Qatar ITTF - 1er en double
- 2002 Jeux asiatiques - 1er par équipes; 3e en double
- 2003 Championnats du monde victoire en double (avec Wang Liqin)